# 관중십장
관중십장(關中十將)은 《정사삼국지》에 나오는 말로 서량(西涼) 지방에서 활동하는 10명의 태수(太守), 자사(刺史)들을 뜻하는 것인데 그들중 자신만의 세력권을 갖고 있던 10명의 태수, 자사들을 합쳐 관중십장(關中十將)으로 부르는 것이다.

## 보기

### 오해
수하팔부(手下八部)와 관중십장은 포함된 인물들은 비슷하나, 뜻은 완전히 다르다. 또한 마등(馬騰)은 조조(曹操)에게 처형당하였기 때문에 그 뒤는 마초(馬超)가 이었다.

### 초기 명단
마등(馬騰)
한수 (韓遂)
양추 (楊秋)
마완 (馬玩)
성의 (成宜)
정은 (程銀)
장횡 (張橫)
이감 (李堪)
양흥 (梁興)
후선 (候選)

### 후기 명단
마초(馬超)
한수 (韓遂)
양추 (楊秋)
마완 (馬玩)
성의 (成宜)
정은 (程銀)
장횡 (張橫)
이감 (李堪)
양흥 (梁興)
후선 (候選)

## 같이 보기
기본팔기 팔건장 오호대장군 오장군 십이지장
건안칠자 서원팔교위 강하팔준 촉한사상 순우팔황
삼조 마씨오상 사마팔달 제하후조전